# پدرو باربوسا
پدرو باربوسا (انگلیسی: Pedro Barbosa؛ زادهٔ ۶ اوت ۱۹۷۰) یک بازیکن فوتبال اهل پرتغال است.
وی همچنین در تیم ملی فوتبال پرتغال بازی کرده‌است.